# Dani Schahin
Dani Schahin (* 9. Juli 1989 in Donezk, Sowjetunion) ist ein ehemaliger deutscher Fußballspieler, der als Stürmer eingesetzt wurde.

## Leben
Schahin wurde 1989 in Donezk in der heutigen Ukraine geboren, damals noch Teil der Sowjetunion. Er ist der Sohn einer Russin und eines Palästinensers libanesischer Herkunft. Nach seiner Geburt zog die Familie nach Baalbek in den Libanon, verließ das Land aber nach einigen Jahren wegen der angespannten politischen Lage wieder. Nach Angaben von Schahins Vater, einem Englischlehrer, hatte die radikalislamische Hisbollah seinen Sohn zu vereinnahmen versucht. 1996 kam Schahin nach Deutschland, wo sich seine Familie im brandenburgischen Landkreis Teltow-Fläming niederließ. 2006 zogen sie in die Nähe von Hamburg. 2007 erhielt er die deutsche Staatsangehörigkeit. Wegen seiner multikulturellen Herkunft und seiner Fußballkarriere als Stürmer bezeichnete er sich als „Multi-Kulti-Knipser“.

## Vereinskarriere

### Jugend und Amateure
Dani Schahin spielte für den FSV 63 Luckenwalde, Energie Cottbus und den Hamburger SV, bei letzterem er in einer Jugendmannschaft zusammen mit Maximilian Beister. Dort sammelte er auch seine erste Erfahrung im Profibereich. In der Regionalliga-Saison 2007/08 war er siebenmaliger Einwechselspieler für die zweite Mannschaft. In der folgenden Spielzeit hatte er einen Stammplatz inne und war mit 13 Toren in 27 Spielen bester Torschütze seines Teams.

### SpVgg Greuther Fürth
2009 wechselte er ablösefrei zur SpVgg Greuther Fürth. Hier bestritt er am 1. Spieltag der 2. Bundesliga-Saison 2009/10 sein Profidebüt, als er zur Halbzeit im Spiel gegen den 1. FC Kaiserslautern für Kim Falkenberg eingewechselt wurde. Auch im weiteren Verlauf der Spielzeit blieb er hauptsächlich Ergänzungsspieler. So wurde er bei seinen zwölf Partien zehnmal eingewechselt und kam nur zweimal von Anfang an zum Einsatz. Einen Treffer erzielte er dabei allerdings nicht. Spielpraxis erhielt er in der Regionalliga Süd, in der er sechsmal als Teil der Startformation für die Reserve der Fürther auflief. Sein einziges Tor erzielte er bei seiner ersten Partie im Heimspiel gegen die Zweitvertretung des TSV 1860 München. Beim 3:2-Sieg markierte er den Führungstreffer zum 1:0. Mit beiden Teams des Vereins landete er am Ende der Serie im Mittelfeld der jeweiligen Tabelle.
Im Januar 2011 wechselte Schahin auf Leihbasis für den Rest der Saison 2010/11 zum damaligen Drittligisten Dynamo Dresden. Seinen ersten Pflichtspieltreffer für Dynamo erzielte er in seinem Debütspiel am 22. Januar 2011 beim 1:1-Unentschieden gegen Eintracht Braunschweig per Elfmeter. Mit insgesamt neun Toren in zwölf Einsätzen trug er dazu bei, dass Dynamo Dresden am Ende der Spielzeit den dritten Tabellenplatz erreichte. Durch seinen Treffer zum zwischenzeitlichen 2:1 in der Verlängerung des Relegations-Rückspiels beim VfL Osnabrück am 24. Mai 2011 ebnete er den Weg zum 3:1-Sieg und damit zum Aufstieg in die 2. Bundesliga. Zum Ende der Saison kehrte Schahin wieder zur SpVgg Greuther Fürth zurück. Auch nach der erfolgreichen Rückrunde in Dresden gehörte er in der Saison 2011/12 nie zur Startelf der Spielvereinigung und kam lediglich zu einigen kürzeren Einsätzen, bei denen er in der Saison ein Tor erzielte. Am Ende der Spielzeit stieg er mit seinem Verein in die Fußball-Bundesliga auf.

### Fortuna Düsseldorf
Zur Saison 2012/13 wechselte Schahin zu Fortuna Düsseldorf. Sein Bundesligadebüt bestritt er am 25. August 2012 im Auswärtsspiel beim FC Augsburg, als er in der 60. Minute gegen Nando Rafael eingewechselt wurde. Acht Minuten später erzielte Schahin sein erstes Bundesligator; ein weiteres Tor zum 2:0-Endstand erzielte er in der 79. Minute.
In der Begegnung gegen den FC Schalke 04 glich Schahin am 28. September 2012 einen 0:2-Rückstand der Fortuna durch zwei Treffer in der zweiten Halbzeit aus, sodass seine Mannschaft noch am sechsten Spieltag der Bundesligasaison 2012/13 ungeschlagen blieb. Beim letzten Bundesligaspiel vor der Winterpause traf Schahin in der Partie gegen Hannover 96, die mit einem 2:1-Sieg seiner Mannschaft endete, mit einem Kopfballtor zum 1:0. Damit festigte er seine Position als torgefährlicher Stürmer der Fortuna. Die Rheinische Post bezeichnete ihn im Dezember 2012 als „Entdeckung des Jahres“.

### 1. FSV Mainz 05, SC Freiburg und FSV Frankfurt
Im Juli 2013 wechselte Schahin zum 1. FSV Mainz 05 und spielte bis Saisonende in drei Ligaspielen. Am 25. August 2014 wechselte er bis zum Ende der Saison 2014/15 auf Leihbasis mit Kaufoption zum SC Freiburg. Sein Debüt für den SC gab er am 31. August (2. Spieltag) beim 0:0 gegen die Borussia Mönchengladbach. Er stand in der Startelf und wurde in der 57. Minute durch Maximilian Philipp ersetzt.
Für die Saison 2015/16 wurde Schahin erneut verliehen, diesmal an den Zweitligisten FSV Frankfurt. Sein erstes Tor für den FSV Frankfurt erzielte er am 23. September 2015 im Ligaspiel gegen den 1. FC Union Berlin mit dem Siegtreffer zum 3:2.

### Über Roda Kerkrade nach Ägypten
Zur Saison 2016/17 wurde Schahin bis 2018 vom niederländischen Erstligisten Roda Kerkrade verpflichtet.
Nach Vertragsende schloss er sich ablösefrei dem ägyptischen Erstligisten Pyramids FC an.

### Karriereende
2019 schloss er sich Extremadura UD in der Segunda División an. Für sie bestritt er noch zwei Ligaspiele. Danach beendete er seine Karriere als Fußballprofi.

## Nationalmannschaft
Schahin wurde im Januar 2008 zum ersten Mal in eine Auswahlmannschaft des DFB berufen, in der er am 8. Januar 2008 im Spiel gegen die U-20-Auswahl der Schweiz debütierte. In dieser Partie stand er bis zur 77. Spielminute auf dem Platz und schoss auch ein Tor, bevor er dann für Sebastian Huke ausgewechselt wurde. Insgesamt erzielte Schahin in seinen ersten vier Spielen für die U-20 drei Treffer. Daraufhin wurde er für die Junioren-Weltmeisterschaft 2009 nominiert. Dort bestritt er insgesamt drei Partien, bei denen er einmal aus- und zweimal eingewechselt wurde.

## Trainer
Im Mai 2024 stieß Schahin als Co-Trainer zum Stab des Regionalligisten FC Teutonia 05 Ottensen. Als sich der Verein im Januar 2025 von Trainer Nabil Toumi trennte, wurde die hauptverantwortliche Betreuung der Mannschaft vorerst Schahin und seinem Co-Trainer-Kollegen Timucin Gürsan übertragen.